# Ludgy Debaut
Ludgy Debaut (Fos-sur-Mer, 8 de agosto de 1998) es un jugador de baloncesto francés que actualmente forma parte de la plantilla del Club Melilla Baloncesto de la Primera FEB española. Con 2,13 metros de altura juega en la posición de pívot.

## Trayectoria Profesional
Formado en la cantera la Academie d'Aix-Marseille en Aix-en-Provence hasta 2017, cuando se marchó a Estados Unidos para ingresar en el Northwest Florida State College donde jugó desde 2017 a 2019.
En 2019, ingresa en la Universidad del Este de Carolina, situada en Greenville, en el estado de Carolina del Norte, donde juega durante 3 temporadas la NCAA con los East Carolina Pirates, desde 2019 a 2022.
Tras no ser drafteado en 2022, firma por el Montreal Alliance de la CEBL.
En la temporada 2023-24, llega a España para jugar en el Iraurgi Saski Baloia de la Liga LEB Plata, con el que promedió 11 puntos y 9 rebotes para 17 tantos de valoración personal. 
En 2024, firma por los Llaneros de Guárico de la Superliga Profesional de Baloncesto de Venezuela, con el que firmó 10,5 puntos, 10,4 rebotes, 1,2 asistencias y 1,2 recuperaciones.
En la temporada 2024-25, firma por el Sporting de Portugal de la Liga Portuguesa de Basquetebol, donde disputó 26 encuentros con 18 minutos sobre la pista, promediando 6,3 puntos (64% en tiros de 2, en triples un 33% y en tiros libres un 72%), 5,2 rebotes y 1,7 recuperaciones para irse a los 9,8 créditos de valoración personal.
El 19 de julio de 2025, firma con el Club Melilla Baloncesto para disputar la Primera FEB.